# Periplaneta fulva
Periplaneta fulva är en kackerlacksart som beskrevs av Bei-Bienko 1969. Periplaneta fulva ingår i släktet Periplaneta och familjen storkackerlackor. Inga underarter finns listade i Catalogue of Life.